# 한나 몬타나 & 마일리 사이러스: 베스트 오브 보스 월드 콘서트

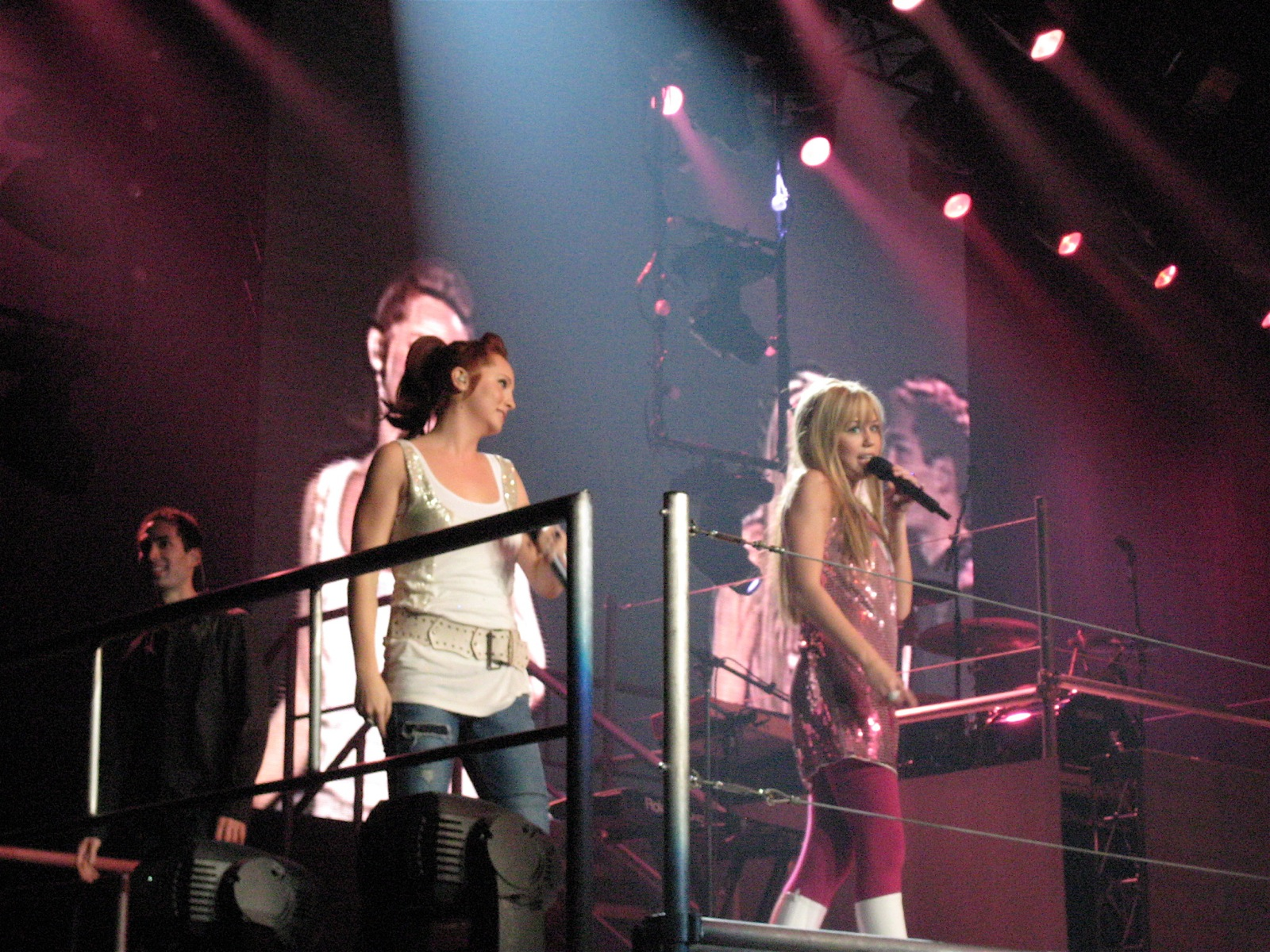

한나 몬타나 & 마일리 사이러스: 베스트 오브 보스 월드 콘서트(Hannah Montana & Miley Cyrus: Best of Both Worlds Concert)는 한나 몬타나의 콘서트 영화이다. 2008년 2월 1일 개봉하였다.

## 트랙 리스트

### 오프닝
1. "We Got the Party"

### 한나 몬타나
1. "Rock Star"
2. "Life's What You Make It"
3. "Just Like You"
4. "Old Blue Jeans"
5. "Nobody's Perfect"
6. "Pumpin' Up the Party" (DVD)
7. "I Got Nerve"
8. "We Got The Party" (with the 조나스 브라더스)

### 조나스 브라더스
1. "When You Look Me in the Eyes"
2. "Year 3000"

### 마일리 사이러스
1. "Start All Over"
2. "See You Again"
3. "Let's Dance"
4. "Right Here" (DVD)
5. "I Miss You"
6. "East Northumberland High"
7. "G.N.O. (Girl's Night Out)"
8. "The Best of Both Worlds" (with Hannah Montana on the video screens)

### 엔딩
1. "If We Were A Movie"

### 보너스 라이브 비디오 (DVD)
1. "SOS" (조나스 브라더스)
2. "Good and Broken" (마일리 사이러스)

## 발매
이 콘서트 영화에 나온 노래를 담은 음반이 발매되었다.